# 김지미
김지미(한국 한자: 金芝美, 본명: 김명자 , 본명 한자: 金明子, 1940년 7월 15일 ~ )는 대한민국의 배우이다.

## 개요
"한국의 엘리자베스 테일러"라 불린 그녀는 1950년대 후반·1960년대 초중반에는 최은희 등의 선배와, 1960년대 중후반에는 남정임, 윤정희, 문희 등의 후배 트로이카와 경쟁을 했다. 1960년대 후반 최은희, 엄앵란, 문정숙 등의 기존 여배우들이 2진으로 물러났으나, 김지미만 살아남아 60년대 트로이카와 경쟁을 한 것이다. 또한, 김지미는 1960년대를 대표하는 여배우이자 미인이라 알려졌다.

## 학력
- 신탄진국민학교 졸업
- 덕성여자중학교 졸업
- 덕성여자고등학교 졸업

### 비학위 수료
- 1998년 경희대학교 언론정보대학원 언론정책과정 수료

## 경력
1986년 영화사 지미필름을 설립해 임권택 감독이 연출한 《티켓》, 이장호 감독이 연출한 《명자 아끼꼬 쏘냐》를 제작하고 연기까지 함. 1994년 제15회 청룡영화상 본선 심사위원장을 역임했다. 1999년부터 영화진흥위원회 위원을 지냈고, 1995년부터 2000년까지 한국영화인협회 이사장을 끝으로 모든 활동을 접고 은퇴하여 前 영화여배우 출신의 문희처럼 사실상 자연인으로 돌아갔다.

## 출연작

### 영화
- 1957년 《황혼열차》
- 1958년 《초설》
- 1958년 《별아 내 가슴에》
- 1958년 《산 넘어 바다 건너》
- 1958년 《모녀》
- 1958년 《장미는 슬프다》
- 1959년 《고개를 넘으면》
- 1959년 《남의 속도 모르고》
- 1959년 《대원군과 민비》
- 1959년 《독립협회와 청년 이승만》
- 1959년 《별은 창 넘어로》
- 1959년 《비극은 없다》
- 1959년 《비오는 날의 오후 세시》
- 1959년 《사랑의 십자가》
- 1959년 《여인숙》
- 1959년 《유정무정》
- 1959년 《육체의 길》
- 1959년 《자나 깨나》
- 1959년 《장마루촌의 이발사》
- 1959년 《청춘극장》
- 1959년 《태양의 거리》
- 1959년 《황혼의 애상》
- 1960년 《재생》
- 1960년 《귀거래》
- 1960년 《카추사》
- 1960년 《햇빛 쏟아지는 벌판》
- 1960년 《길은 멀어도》
- 1960년 《반역자의 비애》
- 1960년 《제멋대로》
- 1960년 《정열 없는 살인》
- 1960년 《청춘의 윤리》
- 1960년 《푸른 하늘 은하수》
- 1960년 《폭풍의 언덕》
- 1960년 《슬픔은 강물처럼》
- 1960년 《애수에 젖은 토요일》
- 1960년 《내 가슴에 그 노래를》
- 1961년 《격류》
- 1961년 《금단의 문》
- 1961년 《바보 칠성이》
- 1961년 《바보 온달과 평강 공주》 ... 평강 공주 역
- 1961년 《어머님 안심하소서》
- 1961년 《에밀레종》
- 1961년 《역부의 딸》
- 1961년 《5인의 해병》
- 1961년 《원술랑》
- 1961년 《이별의 부산 정거장》
- 1961년 《이복형제》
- 1961년 《장희빈》 ... 장희빈 역
- 1961년 《춘향전》 ... 춘향 역
- 1962년 《8.15 전야》
- 1962년 《동학난》
- 1962년 《두고 온 산하》
- 1962년 《붉은 장미의 추억》
- 1962년 《서울로 가는 길》
- 1962년 《손오공》
- 1962년 《암행어사 박문수》
- 1962년 《양귀비》
- 1962년 《어딘지 가고 싶어》
- 1962년 《외나무 다리》
- 1962년 《이차돈》
- 1962년 《지옥문》
- 1962년 《진시황제와 만리장성》
- 1962년 《특등 신부와 삼등 신랑》
- 1962년 《하늘과 땅 사이에》
- 1963년 《겨울 나그네》
- 1963년 《가야의 집》
- 1963년 《거지 왕자》
- 1963년 《검은 꽃잎이 질 때》
- 1963년 《낙동강 칠백리》
- 1963년 《대지의 성좌》
- 1963년 《만날 때와 헤어질 때》
- 1963년 《민들레꽃도 봄이면 핀다》
- 1963년 《서울서 제일 쓸쓸한 사나이》
- 1963년 《선술집 처녀》
- 1963년 《약혼녀》
- 1963년 《옛날의 금잔디》
- 1963년 《외아들》
- 1963년 《울며 헤어진 부산항》
- 1963년 《지미는 슬프지 않다》
- 1963년 《차이나타운》
- 1963년 《77번 미스 김》
- 1963년 《햇님 왕자와 달님 공주》
- 1963년 《혈맥》
- 1964년 《석가모니》
- 1964년 《가야금》
- 1964년 《국경 아닌 국경선》
- 1964년 《남이 장군》
- 1964년 《말 없이 바치련다》
- 1964년 《목요일에 만납시다》
- 1964년 《백설공주》
- 1964년 《사랑이 메아리치면》
- 1964년 《사자성》
- 1964년 《슬픈 미소》
- 1964년 《식모》
- 1964년 《아카시아에 비오는 밤》
- 1964년 《아편전쟁》
- 1964년 《양자강》
- 1964년 《이별만은 슬프더라》
- 1964년 《청춘은 목마르다》
- 1964년 《추격자》
- 1964년 《피어린 모정》
- 1964년 《협박자》
- 1965년 《기른 정 낳은 정》
- 1965년 《나그네 밤거리》
- 1965년 《도망자》
- 1965년 《마지막 정열》
- 1965년 《무명가의 지배자》
- 1965년 《밀회》
- 1965년 《바람아 말하라》
- 1965년 《불나비》
- 1965년 《산천도 울었다》
- 1965년 《살아야 한다》
- 1965년 《상해 55번지》
- 1965년 《애수의 밤》
- 1965년 《옥이 엄마》
- 1965년 《왕과 상노》
- 1965년 《이 세상 끝까지》
- 1965년 《이수일과 심순애》
- 1965년 《정경부인》
- 1965년 《정동대감》
- 1965년 《정조성》
- 1965년 《제3의 운명》
- 1965년 《죽도록 보고싶어》
- 1965년 《청춘을 변상하라》
- 1965년 《출가외인》
- 1965년 《태조 이성계》
- 1965년 《피어린 구월산》
- 1965년 《현금은 내 것이다》
- 1965년 《홍도야 울지 마라》
- 1965년 《후회하지 않겠다》
- 1966년 《훈장은 녹슬지 않는다》
- 1966년 《섬색시》
- 1966년 《검은 무늬의 마후라》
- 1966년 《그대 옆에 가련다》
- 1966년 《꽃가마》
- 1966년 《나운규의 일생》
- 1966년 《남북천리》
- 1966년 《내 주먹을 사라》
- 1966년 《닐니리》
- 1966년 《대지의 풍운아》
- 1966년 《댁의 부인은 어떠십니까》
- 1966년 《독거미》
- 1966년 《동대문시장 훈이 엄마》
- 1966년 《동작동 어머니》
- 1966년 《마지막 황후 윤비》
- 1966년 《민검사와 여선생》
- 1966년 《불개미》
- 1966년 《비련십년》
- 1966년 《사랑아 기적을 다오》
- 1966년 《소금장수》
- 1966년 《악인시대》
- 1966년 《오복문》
- 1966년 《오해가 남긴 것》
- 1966년 《요화 배정자》
- 1966년 《울며 헤진 염춘교》
- 1966년 《이별의 강》
- 1966년 《잃은 자와 찾은 자》
- 1966년 《자식들》
- 1966년 《태양은 다시 뜬다》
- 1966년 《평양 기생》
- 1966년 《하숙생》
- 1966년 《한 많은 대동강》
- 1966년 《한 많은 석이 엄마》
- 1966년 《황금의 눈》
- 1967년 《메밀꽃 필 무렵》
- 1967년 《계모》
- 1967년 《그리움은 가슴마다》
- 1967년 《동심초》
- 1967년 《두견새 우는 사연》
- 1967년 《망향천리》
- 1967년 《밀실》
- 1967년 《빙점》
- 1967년 《사격장의 아이들》
- 1967년 《서울 아줌마》
- 1967년 《서울은 만원이다》
- 1967년 《성난 송아지》
- 1967년 《애상》
- 1967년 《애수》
- 1967년 《여왕벌》
- 1967년 《외롭지 않다》
- 1967년 《육체의 길》 ... 메리 역
- 1967년 《천도화》
- 1967년 《춘희》
- 1967년 《탈선》
- 1967년 《파도》
- 1967년 《풍운 삼국지》
- 1967년 《하얀 까마귀》
- 1967년 《후회》
- 1967년 《흙》 ... 정선 역
- 1967년 《치마바람》
- 1968년 《대원군》
- 1968년 《가로수의 합창》
- 1968년 《갈망》
- 1968년 《고독한 순간》
- 1968년 《그날이 올 때까지》
- 1968년 《돌아온 왼손잡이》
- 1968년 《마음의 여로》
- 1968년 《몽녀》 ... 송리나 역
- 1968년 《별아 내 가슴에》
- 1968년 《사랑》
- 1968년 《순정산하》
- 1968년 《암굴왕》
- 1968년 《애심》
- 1968년 《엄마 기생》
- 1968년 《엄마의 일기》
- 1968년 《에밀레종》
- 1968년 《여》
- 1968년 《연상의 여인》
- 1968년 《영원한 모정》
- 1968년 《5인의 자객》
- 1968년 《일식》
- 1968년 《전설따라 삼천리》
- 1968년 《절망은 없다》
- 1968년 《정 두고 가지마》
- 1968년 《정든 님》
- 1968년 《제3지대》
- 1968년 《직녀성》
- 1968년 《칠보반지》
- 1968년 《팔도 기생》
- 1968년 《풍운아》
- 1968년 《하얀 곰》
- 1968년 《흑화》
- 1969년 《상해 임시정부》
- 1969년 《이조 여인 잔혹사》
- 1969년 《겨울 부인》
- 1969년 《고원》
- 1969년 《그 밤이여 다시 한번》
- 1969년 《꽃네》 ... 꽃네 역
- 1969년 《너의 이름은 여자》
- 1969년 《늦어도 그날까지》
- 1969년 《렌의 애가》
- 1969년 《마인》
- 1969년 《북경 열차》
- 1969년 《산에 가야 범을 잡지》
- 1969년 《상처》
- 1969년 《아무리 미워도》
- 1969년 《안개 속에 가버린 사람》
- 1969년 《암흑가의 지배자》
- 1969년 《어느 하늘 아래서》
- 1969년 《여선장》
- 1969년 《요화 장록수》
- 1969년 《원님댁》
- 1969년 《이대로 떠나게 해주세요》
- 1969년 《자유부인》
- 1969년 《잔혹한 청춘》
- 1969년 《장마루촌의 이발사》
- 1969년 《전하 어디로 가시나이까》
- 1969년 《제3지대 2》
- 1969년 《차라리 남이라면》
- 1969년 《춘원 이광수》 ... 허영숙 역
- 1969년 《태자바위》
- 1969년 《하늘을 보고 별을 따고》
- 1969년 《한 목숨 다바쳐》
- 1969년 《황진이의 첫사랑》
- 1970년 《그림자 없는 여자》
- 1970년 《나는 참을 수 없다》
- 1970년 《나이프 장》
- 1970년 《너와 내가 아픔을 같이 했을 때》
- 1970년 《눈물의 박달재》
- 1970년 《눈물 젖은 부산항》 ... 애리 역
- 1970년 《돌아오지 않는 밤》
- 1970년 《돌아온 사형수》
- 1970년 《동경 사자와 명동 호랑이》
- 1970년 《동경의 밤하늘》
- 1970년 《동백꽃 피고지고》
- 1970년 《두 여인의 집》
- 1970년 《명동백작》
- 1970년 《무영탑》
- 1970년 《밤》
- 1970년 《벌거벗은 태양》
- 1970년 《비전》
- 1970년 《사랑아 나는 통곡한다》
- 1970년 《상해의 방랑자》
- 1970년 《세조대왕》
- 1970년 《숨겨논 여자》
- 1970년 《슬퍼도 떠나주마》
- 1970년 《시집은 가야죠》
- 1970년 《얼굴 없는 여자 손님》
- 1970년 《울기는 왜 울어》
- 1970년 《월하의 검》
- 1970년 《유정무정》
- 1970년 《천사여 옷을 입어라》
- 1970년 《천사의 눈물》
- 1970년 《첫경험》
- 1970년 《태조 왕건》
- 1970년 《팔도 며느리》
- 1970년 《항구 무정》
- 1970년 《호피 판사》
- 1970년 《홍콩의 마도로스》
- 1970년 《명동의 왕과 박》
- 1971년 《30년만의 대결》 ... 옥희 역
- 1971년 《못잊을 당신》 ... 장미화 역
- 1971년 《위자료》
- 1971년 《옥합을 깨뜨릴 때》
- 1971년 《아마도 빗물이겠지》
- 1971년 《흐느끼는 두 여인》
- 1971년 《말썽난 총각》
- 1971년 《늦기 전에》
- 1971년 《인간 사표를 내라》
- 1971년 《죽도록 사랑했노라》
- 1971년 《성웅 이순신》
- 1971년 《잠들면 떠나주오》
- 1971년 《명동에 흐르는 세월》
- 1971년 《사나이가 왜 울어》
- 1971년 《만나봐도 지금은》
- 1971년 《유모》
- 1972년 《동창생》
- 1972년 《아름다운 팔도강산》
- 1972년 《둘째 어머니》
- 1972년 《동경의 호랑이》
- 1972년 《집을 나온 여자》
- 1972년 《나》
- 1972년 《사랑하는 아들 딸아》
- 1972년 《결혼반지》
- 1972년 《명동 삼국지》
- 1972년 《작별》
- 1972년 《벽 속의 남자》
- 1972년 《내 딸아 울지마라》
- 1972년 《잘 살아다오 내 딸들아》
- 1972년 《불장난》
- 1972년 《갯벌 속의 여자》
- 1972년 《인생은 나그네길》
- 1972년 《판사 부인》
- 1972년 《모정에 우는 두 아들》
- 1972년 《남과 북의 당신》
- 1973년 《논개》
- 1973년 《명동을 떠나면서》
- 1973년 《이별》
- 1974년 《토지》
- 1975년 《일생》
- 1975년 《육체의 약속》
- 1975년 《황토》
- 1975년 《49제》
- 1979년 《을화》
- 1982년 《화녀 `82》
- 1983년 《외출》
- 1984년 《비구니》(제작중단)
- 1986년 《길소뜸》 ... 민화영 역
- 1986년 《티켓》 ... 지숙 역
- 1988년 《아메리카 아메리카》
- 1989년 《추억의 이름으로》
- 1989년 《잘 돼 갑니다》
- 1989년 《아낌없이 주련다》
- 1992년 《명자 아끼꼬 쏘냐》 ... 명자/아끼꼬/쏘냐 역

## 수상 경력
- 1969년 아시아영화제 여우주연상
- 1974년 파나마국제영화제 여우주연상(토지)
- 1975년 대종상 여우주연상(육체의 약속)
- 1985년 대종상 여우주연상(길소뜸)
- 1985년 한국백상예술대상 연기상
- 1985년 시카고영화제 세계평화메달상
- 1987년 한국연극영화상 여우주연상
- 1988년 대종상 여우조연상
- 1997년 보관문화훈장
- 2000년 제20회 한국영화평론가협회상 공로상
- 2000년 제49회 서울시 문화상 영상 부문
- 2014년 제15회 올해의 여성영화인상 공로상
- 2016년 은관문화훈장

## 가족 관계
- 배우자 : 홍성기 (1924년 11월 11일 ~ 2001년 2월 3일) - 1958년 결혼, 1962년 이혼
  - 딸 : 홍경림 (1960년 ~ )
  - 아들 : 홍영숙
- 배우자 : 최무룡 (1928년 2월 25일 ~ 1999년 11월 11일) - 1963년 결혼, 1969년 이혼
  - 딸 : 최영숙 (1968년 ~ )
    - 사위 : 손정호 (1964년 ~ )
- 배우자 : 나훈아 (1947년 2월 11일 ~ ) - 1976년 결혼, 1982년 이혼
- 배우자 : 이종구 (1932년 ~ ) - 1991년 결혼
- 제부 : 진성만 (1940년 3월 29일 ~ )[2]